# Heiligenhäuschen (Neuleiningen)
Das Heiligenhäuschen ist der Rest einer mittelalterlichen Kirche in Neuleiningen, Landkreis Bad Dürkheim, und dient heute als Friedhofskapelle.

## Lage
Die Kapelle ist geostet und liegt an exponierter Stelle, kurz nach dem Ortseingang aus Richtung Sausenheim, südlich neben der dortigen Landstraße. Sie bildet das östliche Ende des Neuleininger  Friedhofs. Vor ihrer Ostwand steht in einer Grünanlage das historische Scharfrichterkreuz. Die Denkmaltopographie Bundesrepublik Deutschland. Kulturdenkmäler in Rheinland-Pfalz (Band 13) führt dazu aus: „Kapelle und Kreuz leisten [...] einen wesentlichen Beitrag für den malerischen Charakter des Ortsbildes.“

## Baubestand

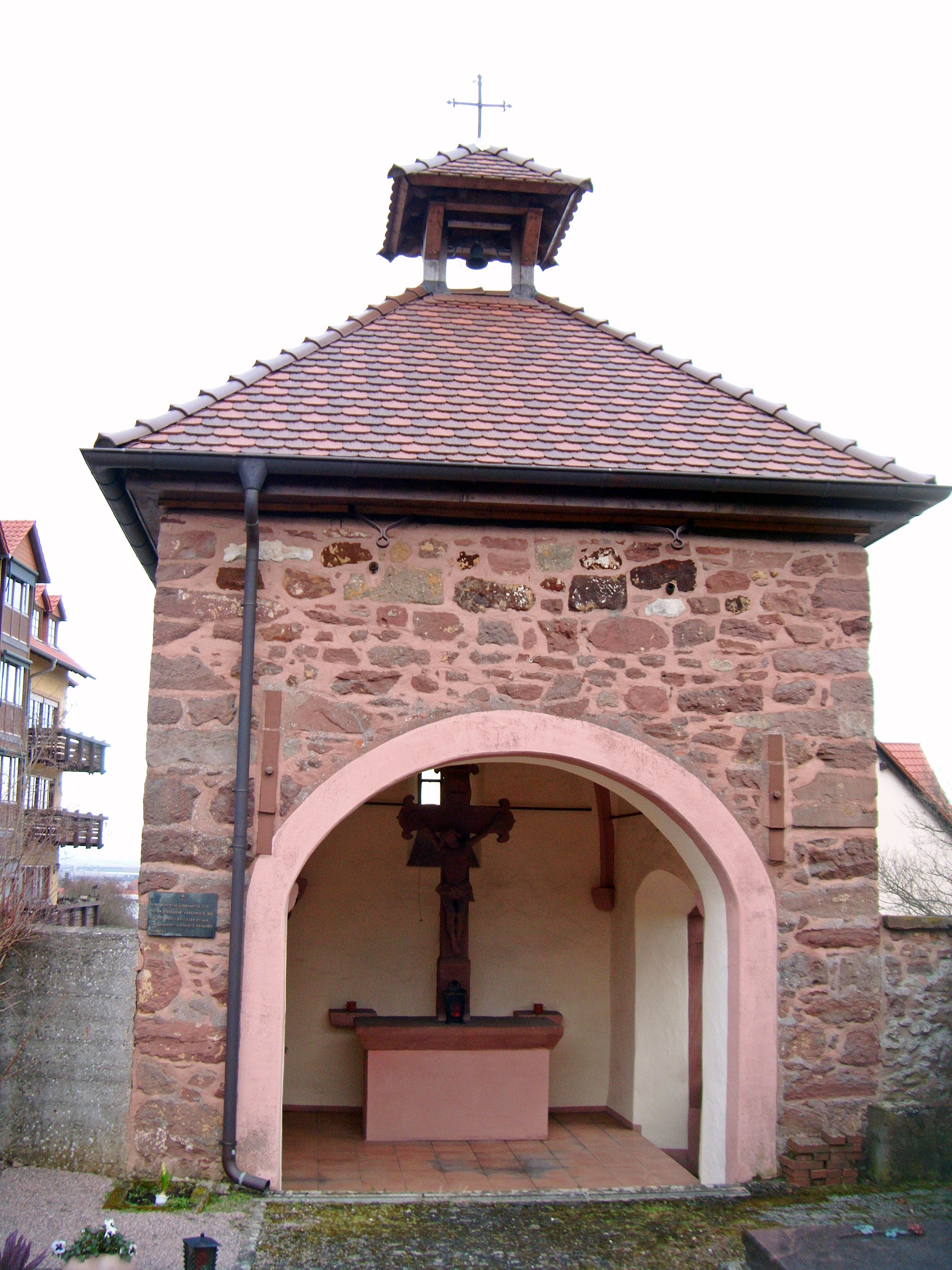
Neuleiningen, Friedhof, Heiligenhäuschen von Westen. Links an der Ecke Grab und Tafel einer unbekannten Toten vom Scharfrichterkreuz.

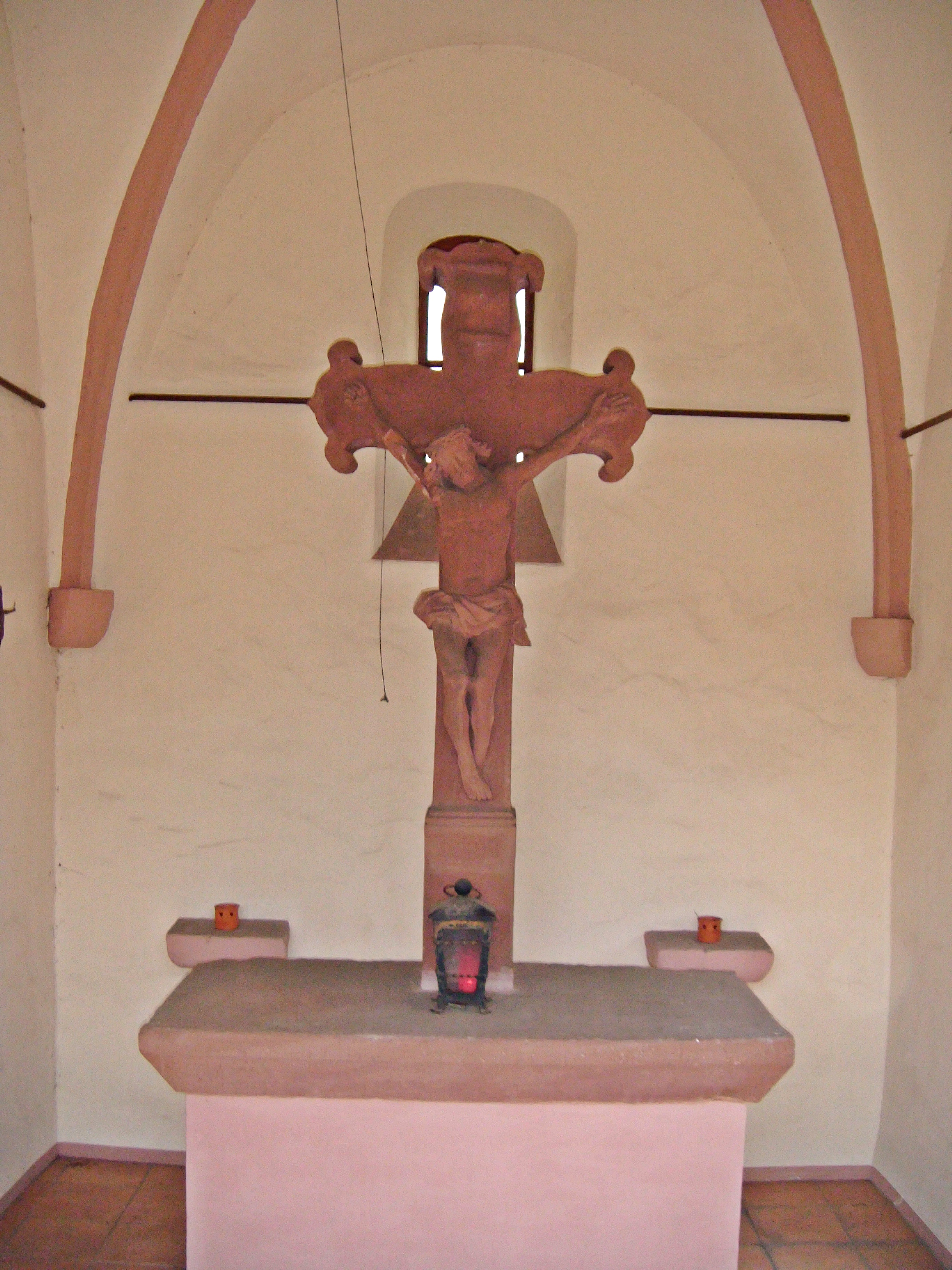
Heiligenhäuschen, innen

Es handelt sich um ein turmartig anmutendes, nahezu quadratisches Gebäude mit einem Pyramidendach, auf dessen  Mittelpunkt ein einfacher Dachreiter mit Glocke und Kreuz sitzt. An der Westseite, vom Friedhof her, ist die Kapelle in einem großen Rundbogen weit geöffnet. Man nimmt an, dass dies ein alter Chorbogen zu einem ehemals westlich vorgelagerten Kirchenschiff ist. Innen besitzt sie ein Kreuzrippengewölbe mit gekehlten Rippen und gerundeten Konsolen. Der einfache Schlussstein trägt die Inschrift: „Jacobus Reben Parochs Posuit 1654“. Im Zentrum steht ein Altar mit gotischer gekehlter Sandstein-Altarplatte. Auf ihr befindet sich ein großes, ausdrucksvolles Sandsteinkreuz mit Korpus, das ins 17. Jahrhundert datiert wird und das älteste des Ortes sein soll. Hinter dem Altar sind zwei Konsolplatten in die Ostwand eingelassen, auf denen früher Holzfiguren standen. Zwischen ihnen findet sich in der Mauer der Rest eines kleineren Christuskörpers (Torso mit Kopf); er scheint gotischen Ursprungs zu sein. An der inneren Nordwand sitzt die Grabplatte von Barbara Hess († 1804). Laut Inschrift war sie die Ehefrau des Oberamtsadvokaten Mauritius Hess und der Grabstein stammt von ihren Kindern, wovon der Sohn Anton Hess Doktor der Theologie und Pfarrer in Neuleiningen gewesen sei. Daneben befindet sich eine Renovierungsinschrift des Ortsgeistlichen Georg Scheurer von 1919.
Die äußere Nord- und Ostseite besitzen knapp unter dem Dach zwei schöne, schmale Fensterrahmen mit nasenartiger Ausbuchtung nach oben. Ein drittes derartiges Fenster hat man Anfang des 20. Jahrhunderts neu gefertigt und an entsprechender Stelle in die Südwand eingesetzt. Es trägt zudem einen Totenkopf und den Schriftzug „Memento Mori“. Darunter befindet sich eine breite Stichbogenöffnung aus der gleichen Zeit mit einem Eisengittertor. Man hat damit im 20. Jahrhundert einen zusätzlichen Zugang zur Kapelle geschaffen, der gleichzeitig den südöstlichen Friedhofseingang bildet. Durch diesen Bogen tretend und die Kapelle nach links durchschreitend, gelangt man in den Friedhof. Dessen Haupteingang mit Leichenhalle ist allerdings im westlichen Friedhofsbereich. In der Ostwand der Kapelle befindet sich zudem eine Rundbogentür, die jedoch von innen vermauert ist. Das Mauerwerk besteht aus unverputzten Sandbruchsteinen.

## Geschichte

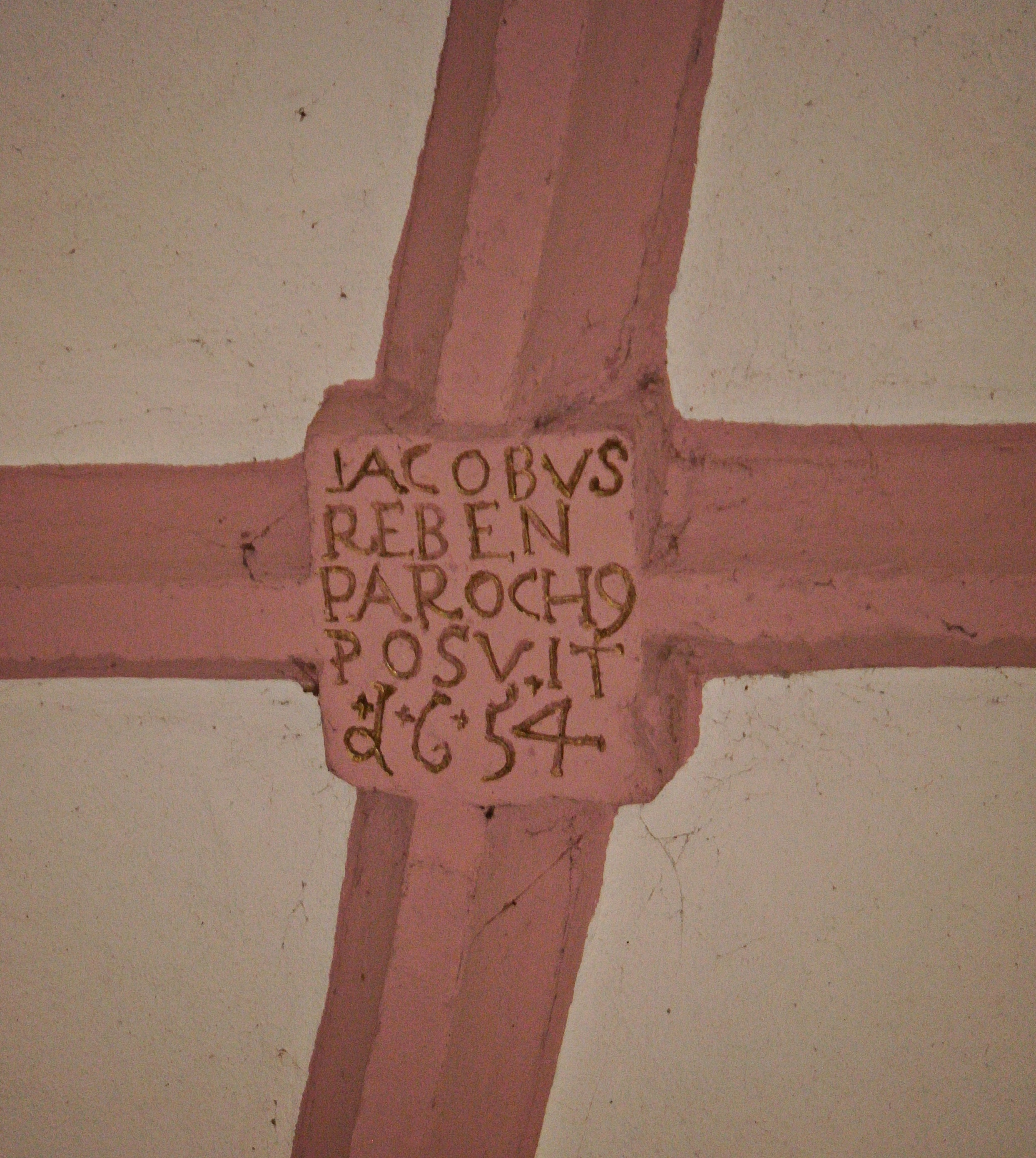
Gewölbeschluss von 1654

Man sieht das Bauwerk als gotischen Chor-Rest einer mittelalterlichen Feldkapelle an. Die Ruine wurde Mitte des 17. Jahrhunderts wieder instand gesetzt (laut Schlussstein ließ Pfarrer Jakob Reben 1654 das Gewölbe erneuern) und diente den örtlichen Katholiken zeitweise als Gottesdienstraum, nachdem die Dorfkirchen von Neuleiningen und Sausenheim protestantisch geworden waren. So beschreibt es auch eine von der Gemeinde dort angebrachte Tafel. Laut dem Heimatgeschichtler Fred Weinmann baute Pfarrer Jacobus Reben das „heyliche Kapellche“ aus eigenem Antrieb wieder auf, worüber beim protestantischen Landesherren Klage geführt wurde. Graf Ludwig Eberhard von Leiningen-Westerburg, welcher vor seiner Konversion zum Katholizismus die Religionsausübung der katholischen Untertanen stark beschränkt hatte, wollte die Renovation zwar verhindern, ließ sie aber schließlich zu, da das Bistum Worms den Priester unterstützte. Nachdem der Graf 1671 selbst katholisch geworden war, gewährte er auch seinen katholischen Untertanen Glaubensfreiheit und sie konnten ihre alten Kirchen wieder benutzen, womit die Kapelle ihren Zweck als Notkirche verlor. 1730 wurde der heutige Friedhof dort angelegt und sie diente fortan als Friedhofskapelle.
Als man 1996 die zur Landstraße hin vorgelagerte Grünanlage beim Scharfrichterkreuz instand setzte, fand man hier die Gebeine einer unbekannten Frau und begrub sie im Friedhof, direkt an der Nordwestecke der Kapelle, wo man für sie eine Gedenktafel anbrachte.

## Galerie

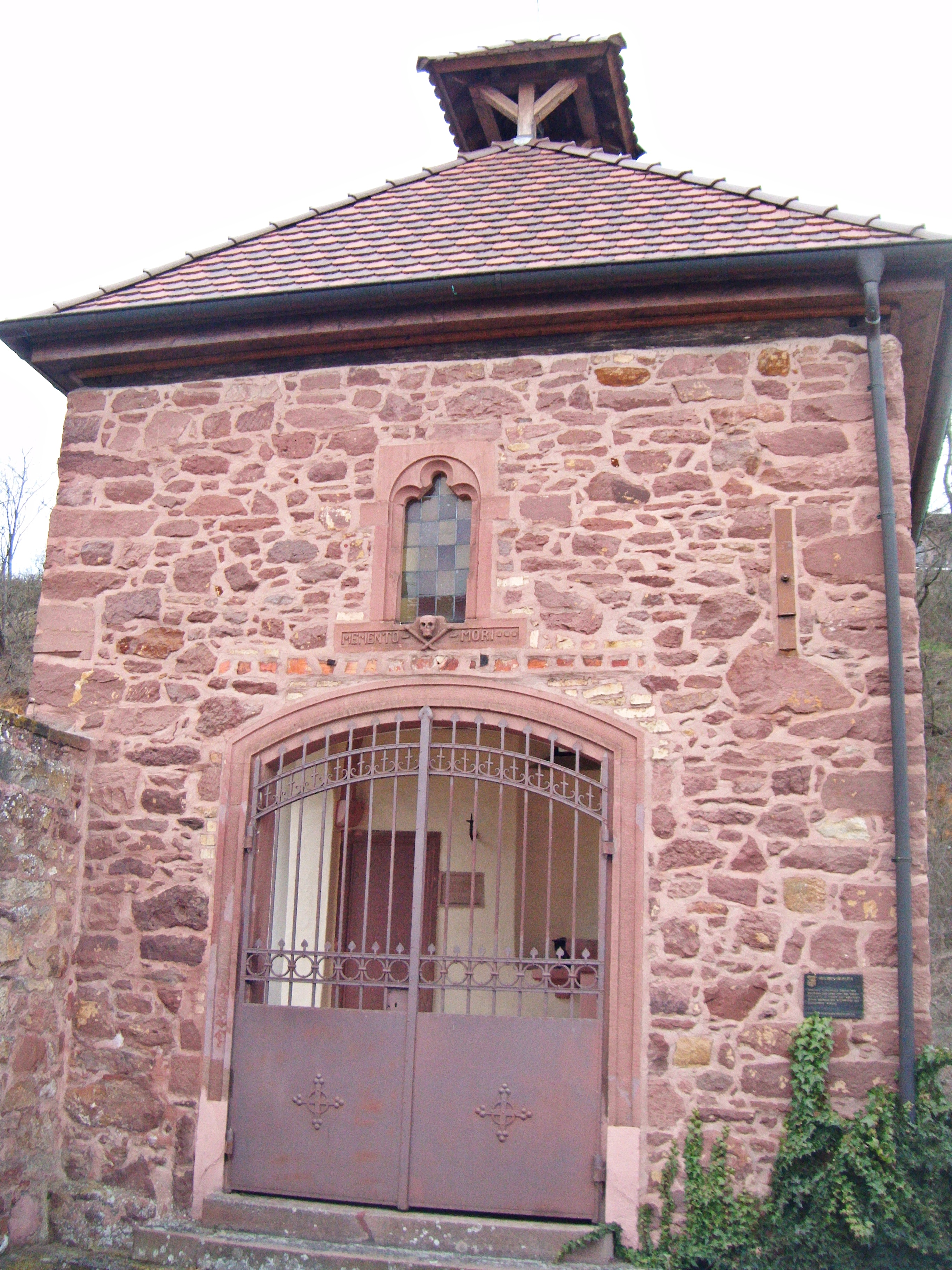
Heiligenhäuschen von Süden, mit neuzeitlichem Friedhofszugang
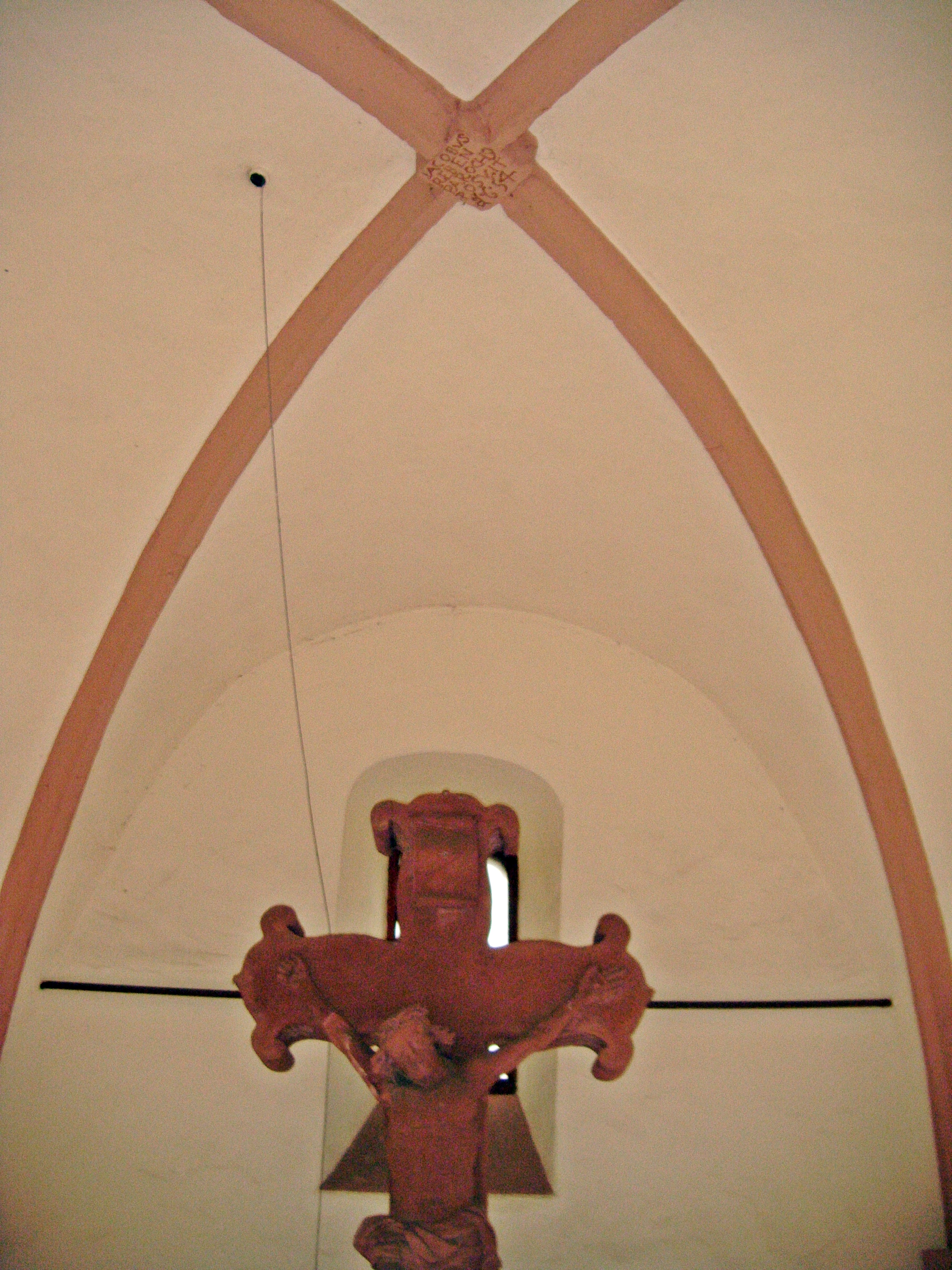
Heiligenhäuschen, Gewölbe
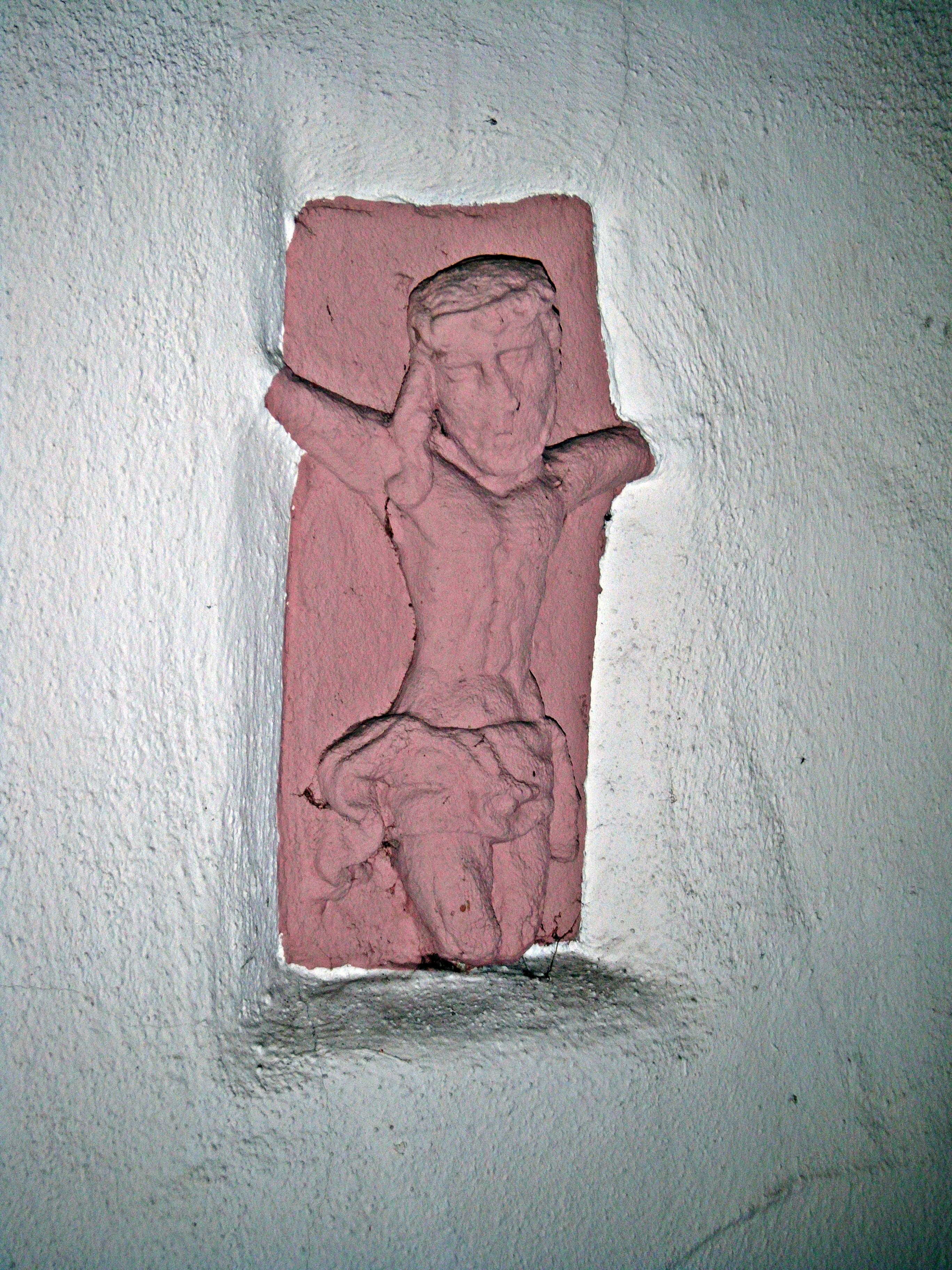
Heiligenhäuschen, gotischer Christus
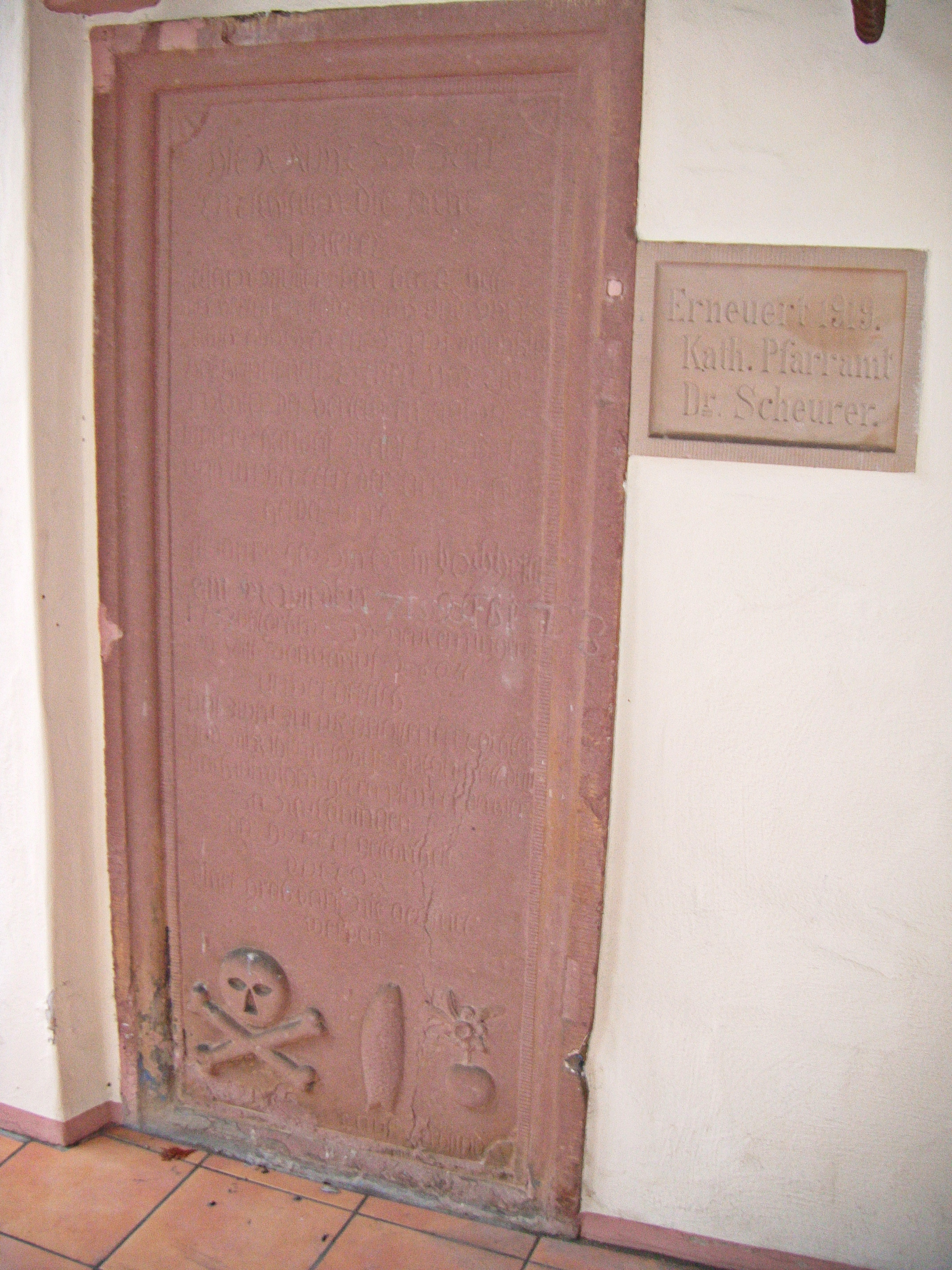
Grabplatte Barbara Hess, 1804
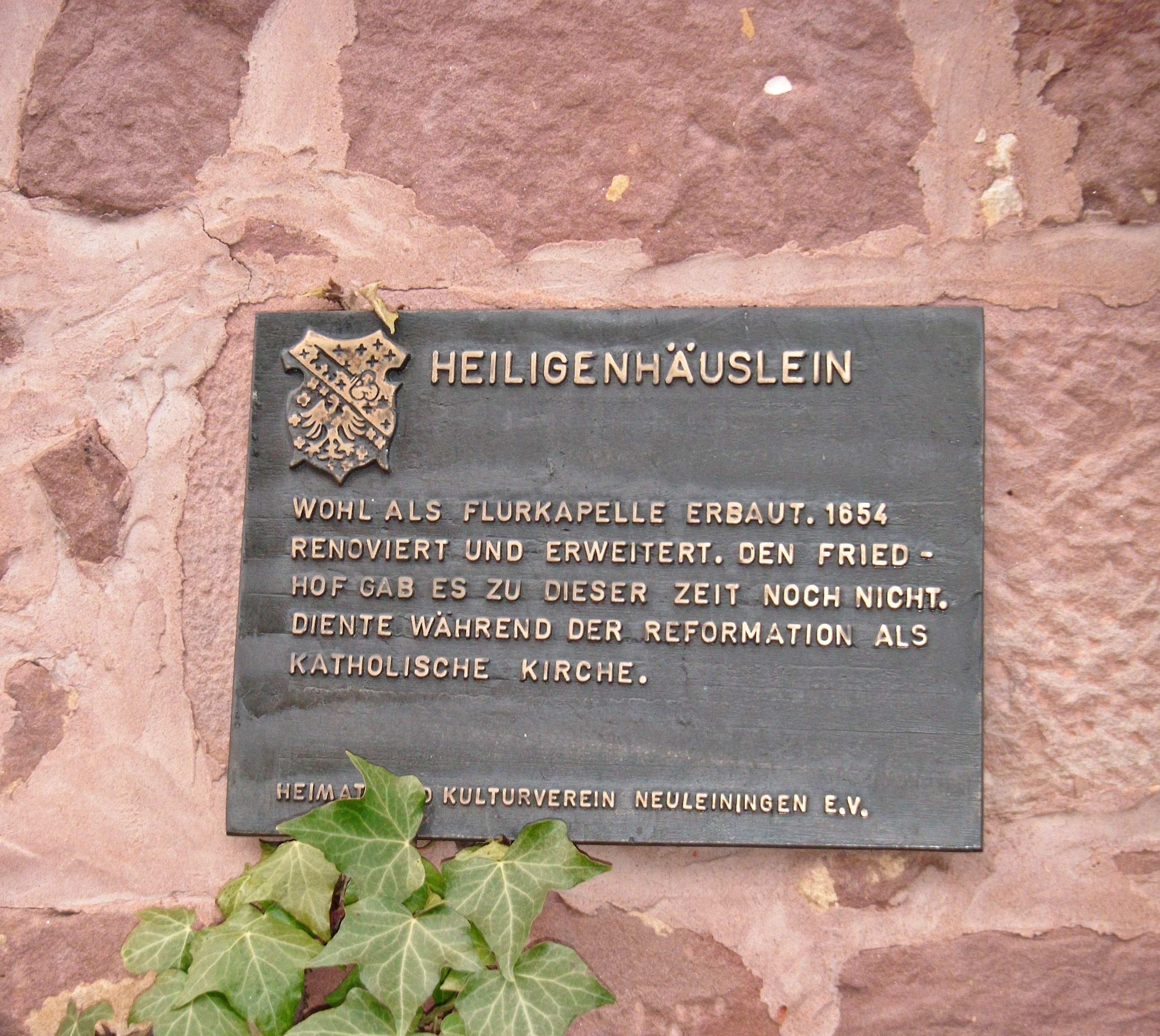
Gedenktafel der Gemeinde